# Кейні Лінн Картер
Ке́йні Лінн Ка́ртер (англ. Kagney Linn Karter; 28 березня 1987, Гарріс, Техас, США — 15 лютого 2024) — американська модель і порноакторка.

## Кар'єра
У 2007 році стала еротичною танцюристкою. Пізніше переїхала до Каліфорнії. Посварившись зі своїм агентом через виконання еротичних танців, підписала контракт з агенцією LA Direct Models і стала працювати еротичною моделлю.
У 2008 році Картер увійшла в порноіндустрію, співпрацюючи з компанією Naughty America. У червні 2009 року її обрали «Кішечкою місяця». Картер також знімалася для журналу Hustler.
У січні 2010 року підписала контракт з компанією Zero Tolerance Entertainment.
У 2012 році Картер взяла участь у документальному фільмі Луї Теру «Сутінки порнозірок», знятому BBC про порноіндустрію, її боротьбу з безкоштовними інтернет-альтернативами та життя відомих порнозірок.
У 2018 році Картер [як Kagney Necessary] випустила мініальбом під назвою The Crossover.
За свою кар’єру порноакторки Кейні Лінн Картер знялась у 964 порнофільмах.

## Смерть
Картер покінчила життя самогубством в окрузі Каягога, штат Огайо, 15 лютого 2024 року. Їй було 36 років. Про її смерть повідомило видання TMZ через чотири дні.

## Нагороди
- 2009 — Penthouse Pet of the Month
- 2010 AVN Award — Best New Starlet[22]
- 2010 AVN Award — найкраща POV сцена — Pound the Round POV[22]
- 2010 XBIZ Award — Найкраща нова старлетка року[23]
- 2010 XRCO Award — Нова старлетка[24]
- 2011 PornstarGlobal — 5 Star Award[25]